# البيزو الفلبيني

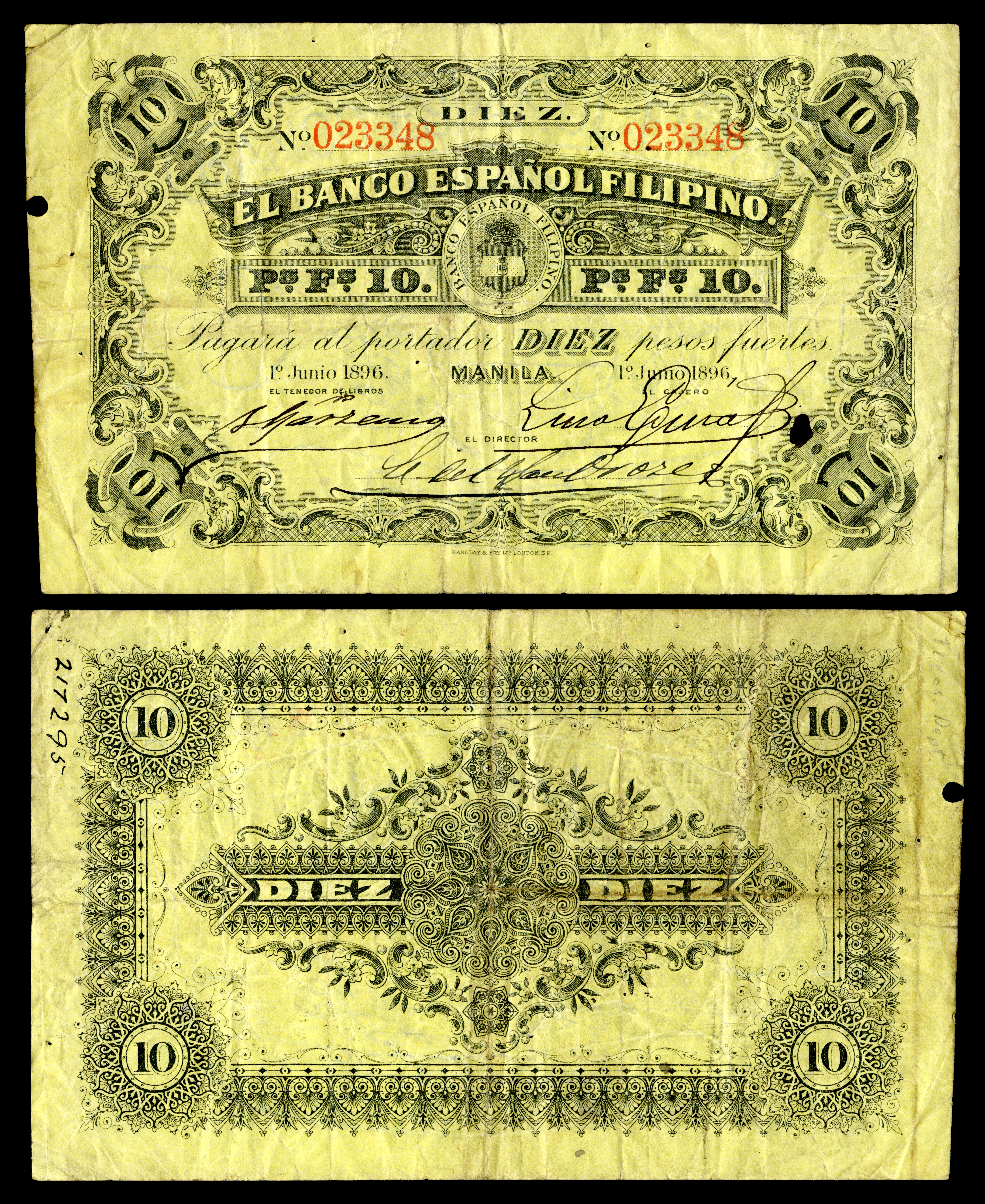
البنكو الأسبانية الفلبينية، 10 بيزو (1896)

البيزو الفلبيني القوي (رمز "البيزو القوي" بالإسبانية: PF) أول عملة ورقية للفلبين وجزر الهند الشرقية الإسبانية خلال الفترة الاستعمارية الإسبانية المتأخرة. وقد تُداول مع عملات فضية وذهبية إسبانية أخرى، وأصدره المصرف الإسباني الفلبيني دي إيزابيل الثانية (المعروف حاليًا باسم بنك جزر الفلبين). وكانت الأوراق النقدية قابلة للتحويل إلى بيزو فضي أو عملات ذهبية وفقًا لتقدير المصرف. وقد سمحت الحكومة الاستعمارية آنذاك للمصرف الإسباني الفلبيني بإصدار بيزو قوي يصل إلى ربع رأس ماله المكتتب، أو بحد أقصى 100,000 بيزو فلبيني، والذي رُفع لاحقًا إلى 300,000 بيزو فلبيني عام 1855.
في بداية القرن العشرين، وصف أحد مدرسي توماسيت الأمريكيين العملة الورقية لبنك إسبانيول الفلبيني بأنها "مطبوعة على نوع من ورق النشاف الوردي الذي يبدو وكأنه من السهل تزويره".
بدأ البنك الإسباني الفلبيني إصدار أوراق بيزو فويرتي النقدية في الأول من مايو عام ١٨٥٢. ومع نهاية القرن التاسع عشر، كان حجم تداولها، البالغ مليونًا وثمانمائة ألف بيزو، ضئيلاً مقارنةً بحوالي أربعين مليون بيزو فضي متداولة. انظر تاريخ العملة الفلبينية. استُبدلت العملة بالبيزو الحديث عام ١٩٠٣.

## الطوائف
| مسلسل | فئة    | عدد المطبوعات |
| ----- | ------ | ------------- |
| أ     | PF 200 | 250           |
| ب     | PF 50  | 500           |
| ج     | PF 25  | 600           |
| د     | PF 10  | 1000          |

في عام ١٨٦٨، أطاحت الثورة الإسبانية بالملكة إيزابيل الثانية وأجبرتها على النفي إلى باريس. عند سماع الخبر، قرر البنك تغيير اسمه إلى "البنك الإسباني الفلبيني"، مُحذفًا منه اسم "إيزابيل الثانية".
في عام 1877، بدأت الحكومة الاستعمارية أيضًا في إصدار سندات خزانة مقومة بالبيزو فويرتي
| مسلسل | فئة   | عدد المطبوعات                                                      |
| ----- | ----- | ------------------------------------------------------------------ |
| د     | PF 25 | عينة واحدة غير معروفة موجودة (متحف ng Bangko Sentral ng Pilipinas) |
| مجهول | PF 10 | مجهول                                                              |
| مجهول | PF 4  | مجهول                                                              |
| مجهول | PF 1  | مجهول                                                              |

## معرض الصور

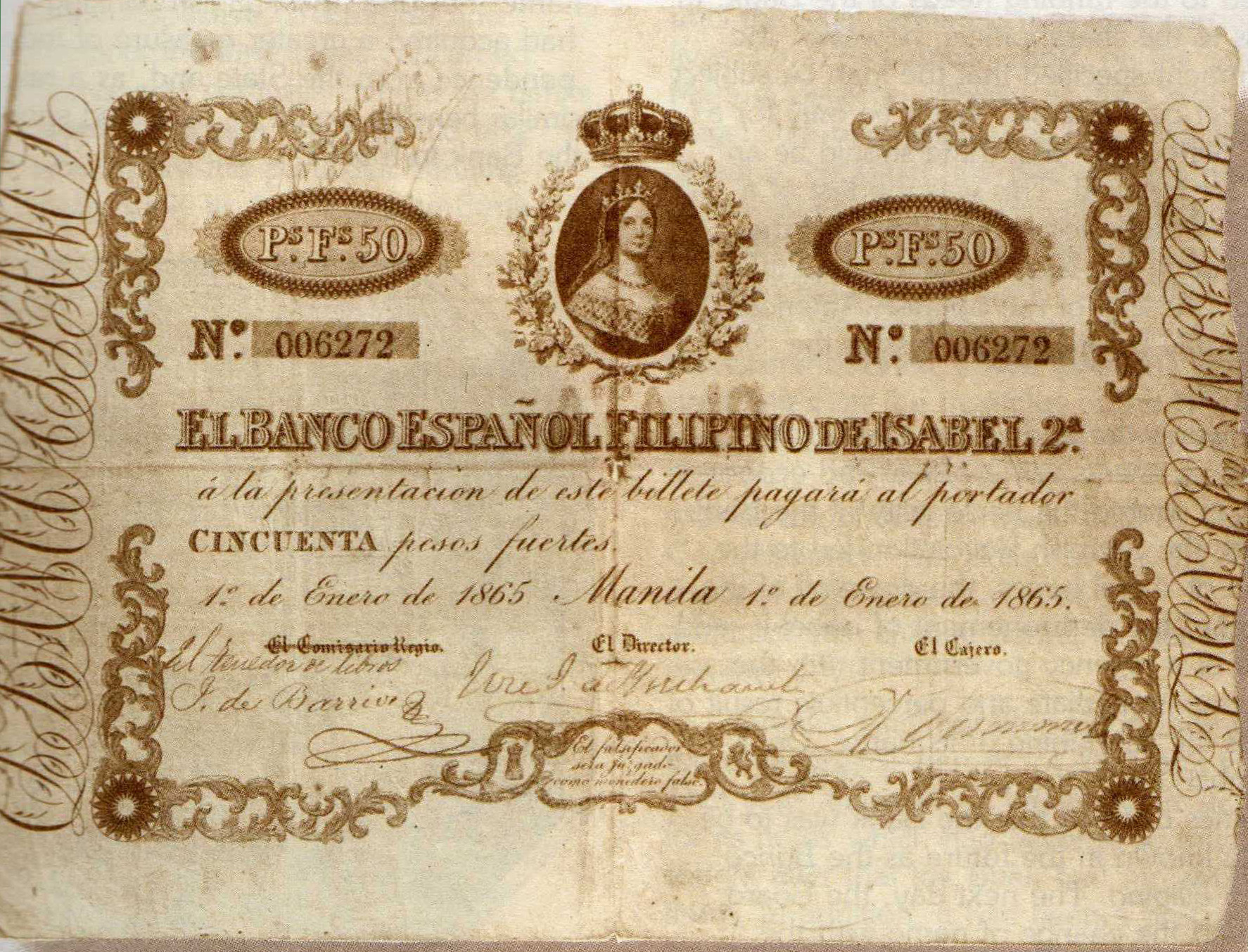
سينكوينتا بيزو فويرتيس (1852-1865)
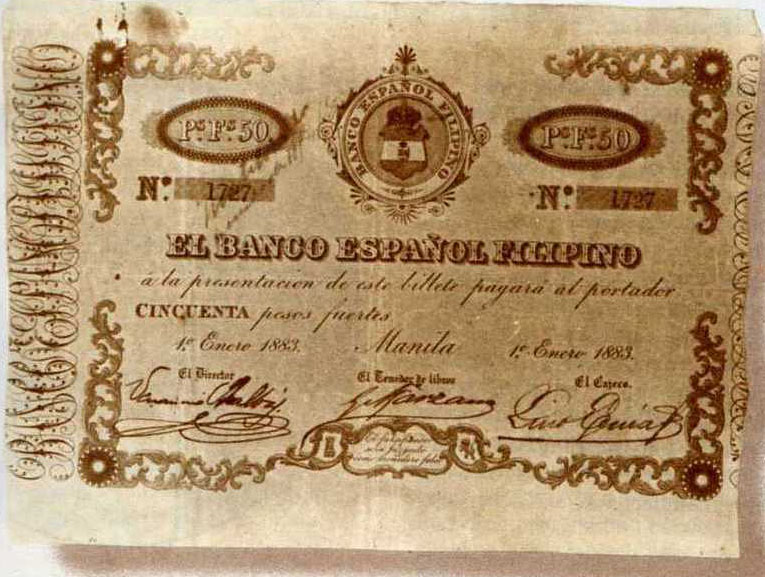
سينكوينتا بيسوس فويرتيس (1883)
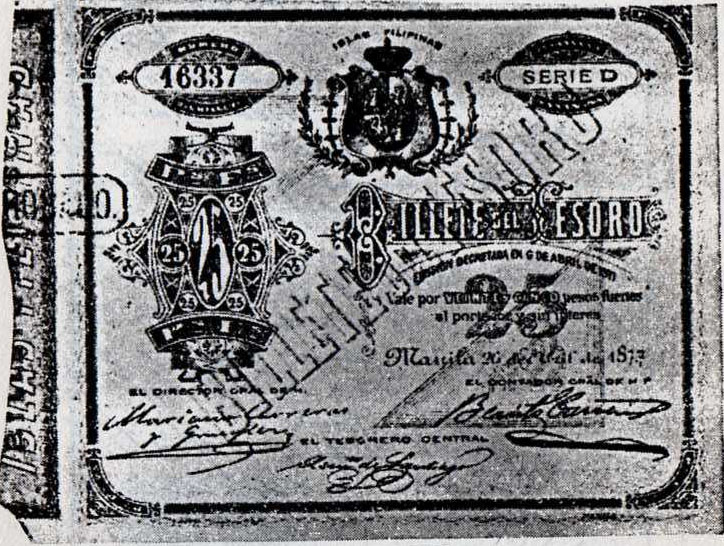
فينتي سينكو بيسوس فويرتيس (1877)

## روابط خارجية
- Bangko Sentral ng Pilipinas - موقع البنك المركزي الفلبيني
- العملة الفلبينية - العملات المعدنية والأوراق النقدية